# Диди-Беглари
Диди-Беглари (груз. დიდი ბეგლარი, азерб. Böyük Bəylər) — село Марнеульского муниципалитета, края Квемо-Картли республики Грузия со 100 %-ным азербайджанским населением. Находится на юге Грузии, на территории исторической области Борчалы.

## География
Граничит с такими сёлами как Патара-Беглари, Саимерло, Церетели, Алавари, Имири, Тамариси и Квемо-Кошакилиси.

## Население
По данным Государственного статистического комитета Грузии, согласно официальной переписи 2002 года, численность населения села Диди-Беглари составляет 200 человек и на 100 % состоит из азербайджанцев.

## Экономика
Население в основном занимается сельским хозяйством, овцеводством, скотоводством и овощеводством.

## Достопримечательности
- Мечеть
- Средняя школа[4]